# Sibaud II de Clermont
Sibaud II de Clermont (ou Siboud) est le deuxième seigneur connu de la maison de Clermont-Tonnerre.

## Vie
Il est le fils, né vers 1081, de Sibaud Ier de Clermont, et d'Adélaïs d'Albon. Selon une partie des sources, il serait mort en 1181 (à cent un ans), mais d'autres sources lui attribuent une date de décès située vers 1160

## Œuvres auprès de l'Église
Il est certain qu'en 1137 ou 1139 il fit un don assez important à l'Abbaye d'Hautecombe, et certains avancent également un possible don en 1180, les deux étant destinés à la prière pour le repos de son père Sibaud Ier.
En juin 1120, il aida également le pape Calixte II à rétablir sa papauté usurpée par Grégoire VIII ; en remerciement de quoi celui-ci lui octroya le droit d'arborer les clefs de Saint-Pierre et la tiare papale en armoiries,.

## Mariage et descendance
Il est presque certain qu'il eut pour femme Elvide de La Chambre. En revanche, les sources ne s'accordent pas sur sa descendance. Certains biographes lui donneraient quatre fils, Sibaud, Hugues, Guillaum et Geoffrey. D'autres ne font état que de deux fils, Guillaume et Geoffrey.